# Jana Burczeska
Jana Filipovska z domu Burczeska (mac. Јана Филиповска, мом. Бурческа, ur. 6 lipca 1993 w Skopju) – macedońska piosenkarka.
Uczestniczka pierwszej edycji programu Macedonian Idol (2011). Reprezentantka Macedonii w 62. Konkursie Piosenki Eurowizji (2017).

## Życiorys
W 2011 zajęła piąte miejsce w pierwszej edycji programu Macedonian Idol. W tym samym roku zaczęła grać koncerty charytatywne organizowanych przez Macedoński Czerwony Krzyż. W 2011 otrzymała Złotą Biedronkę za debiut roku oraz została ambasadorką UNICEF. W 2012 z utworem „Bi bila tvoja” wystąpiła na festiwalu Skopje Fest, na który powróciła również w 2013 i 2015. W 2014 wystąpiła z Macedońską Orkiestrą Filharmoniczną na Dniach Muzyki Macedońskiej. Od 2015 występuje z zespołem OffBeatz.
W maju 2017, reprezentując Macedonię z „Dance Alone”, zajęła 15. miejsce w półfinale 62. Konkursie Piosenki Eurowizji w Kijowie. W maju 2018 była sekretarzem podającym punkty macedońskiej komisji jurorskiej w finale 63. Konkursu Piosenki Eurowizji.

## Życie prywatne
11 maja 2017, w trakcie transmisji drugiego półfinału 62. Konkursu Piosenki Eurowizji, ogłosiła, że jest w ciąży. Tego samego wieczoru na wizji przyjęła oświadczyny od życiowego partnera, Aleksandara Filipovskiego, za którego wyszła w sierpniu 2017. W październiku tego samego roku urodziła córkę, Donę.